# Neratinib
El neratinib, comercializado bajo la marca Nerlynx, es un medicamento utilizado para tratar el cáncer de mama. Específicamente, se utiliza para casos de receptores hormonales positivos y HER2 positivos después de una cirugía y trastuzumab. Este medicamento se toma por vía oral.
La diarrea afecta a casi todas las personas que toma este medicamento; otros efectos secundarios comunes incluyen náuseas, cansancio, dolor de estómago, sarpullido, inflamación de la boca y espasmos musculares.  Otros efectos secundarios pueden incluir problemas hepáticos. El uso de este medicamento durante el embarazo puede dañar al bebé. Es un inhibidor de la tirosina quinasa que bloquea HER2, HER4 y EGFR . 
Este medicamento fue aprobado para uso médico en los Estados Unidos en el 2017 y en Europa en el 2018.   En Estados Unidos cuesta 19.200 dólares estadounidenses  mensuales a partir de 2021.  En el Reino Unido esta cantidad cuesta alrededor de 4.500 libras esterlinas.